# Azulen
Azulen je organická sloučenina, izomer naftalenu. Jeho jméno pochází ze španělského slova azul, což znamená modrý. Na rozdíl od bezbarvého naftalenu je totiž azulen tmavě modré barvy. Azulenové jádro obsahují některé přírodní terpeny, např. vetivazulen (4,8-dimethyl-2-isopropylazulen) a guajazulen (1,4-dimethyl-7-isopropylazulen). Tyto terpeny se nachází v přírodě jako součást barviv některých hub (například druh Lactarius indigo), v olejích získávaných ze stromu Bulnesia sarmientoi (guajakové dřevo), ale i v dalších rostlinách jako heřmánek pravý (Matricaria recutita) nebo řebříček obecný (Achillea millefolium L.) a také v těle některých mořských bezobratlých. Sloučenina byla objevena již roku 1863 Septimem Piessem a její strukturu objasnil chorvatský chemik Leopold Ružička.

## Využití
Získává se v podobě silic ze složnokvětých rostlin, nejbohatší zásobou silic je pak guajakové dřevo. Azulen má protizánětlivé a zklidňující účinky a je hojně využíván ve farmacii. Je součástí mnoha mastí, gelů nebo krémů a využívá se i jako složka do výrobků šetrných k dětské pokožce jako zásypy, šampony apod.